# Xã Tioga, Quận Neosho, Kansas
Xã Tioga (tiếng Anh: Tioga Township) là một xã thuộc quận Neosho, tiểu bang Kansas, Hoa Kỳ. Năm 2010, dân số của xã này là 885 người.